# Стоян Радославов
Стоян Радославов е български лекар.
Роден е през 1842 г. в Котел. Работи като градски лекар във Велес и Свищов и е управител на болницата в Русе. Извършва малки хирургически операции. Умира през 1914 г.